# Joseph Lowery

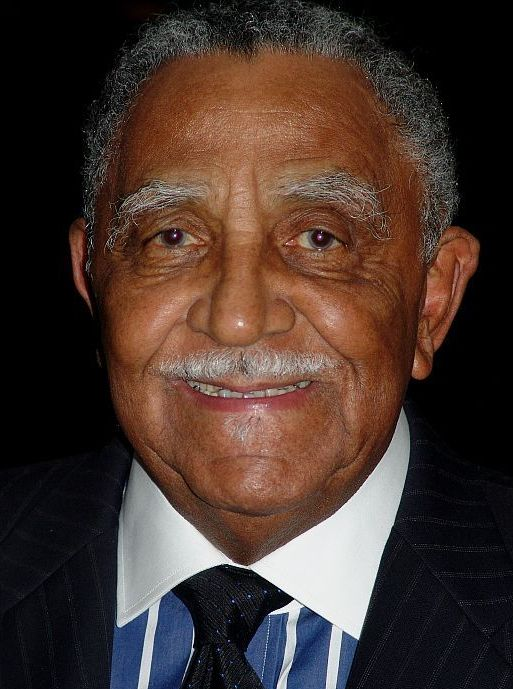
Joseph Lowery (2000)

Joseph Echols Lowery (* 6. Oktober 1921 in Huntsville, Alabama; † 27. März 2020 in Atlanta, Georgia) war ein US-amerikanischer Pfarrer der Evangelisch-methodistischen Kirche und ein Pionier der US-amerikanischen Bürgerrechtsbewegung (Civil rights movement).
Zusammen mit Martin Luther King war er an der Gründung der Southern Christian Leadership Conference beteiligt und von 1977 bis 1997 ihr Vorsitzender. Er war mit der Bürgerrechtlerin Evelyn Gibson Lowery verheiratet.
Bei der Inauguration des US-Präsidenten Barack Obama am 20. Januar 2009 sprach Joseph Lowery den Segen zur Amtseinführung.
Am 12. August 2009 erhielt er von Präsident Barack Obama die höchste zivile Auszeichnung der USA, die Freiheitsmedaille, überreicht.